# 五羰基铁
五羰基铁，铁与羰基的化合物，化学式为Fe(CO)5。

## 物理性质
五羰基铁熔点在-20.3℃，沸点在103.6℃，临界温度286℃。完全溶解于苯、溴苯、二氯苯、汽油、四氯化萘、苯醛、丙酮等溶剂。

## 化学性质
化学性质活泼，容易形成氢化羰基物H2Fe(CO)4等化合物。

## 用途
可用于制取微纳米级羰基铁粉。

## 制备
让一氧化碳和铁在500℃、18MPa的高温高压的环境下，可以产生五羰基铁
{\displaystyle \mathrm {Fe} +\mathrm {5CO} {\xrightarrow[{18\mathrm {MPa} }]{500^{\circ }\mathrm {C} }}\mathrm {Fe(CO)_{5}} }